# أمراء الدنمارك

شعار النبالة للملك فريديريك العاشر.

تحتوي هذه القائمة على الأمراء وأميرات الدنمارك منذ تأسيس النظام الملكي الوراثي على يد الملك فريديريك الثالث في عام 1648، وعادةً ما يُطلق على الأفراد الذين يحملون لقب الأمير لقب "صاحب(ة) السمو الملكي" أو اختصاراً " صاحب(ة) السمو"، يصل عدد الأجيال حتى الثالث عشر جيلاً، سبعة أجيال الأولى هي من خط الملك فريديريك الثالث المباشر، في أجيال الأخرى من نسل الملك كريستيان التاسع الذي ينتسب إلى فرع الملك كريستيان الثالث المباشر، وإما بدأ من الجيل الثاني عشر أصبح الفرع الدنماركي ينتسب بيولوجياً إلى أسرة مونبيزات الفرنسية.

## أسرة أولدنبورغ الأكبر

### الجيل الأول
| الاسم                                        | حياته                          | الوالدين                                                      | ملاحظة                                                              |
| -------------------------------------------- | ------------------------------ | ------------------------------------------------------------- | ------------------------------------------------------------------- |
| الملك كريستيان الخامس                        | 15 أبريل 1646 - 26 غسطس 1699   | أبناء الملك فريديريك الثالث وصوفي أمالي من براونشفايغ-لونبورغ | تزوج من شارلوت أمالي من هسن-كاسل 15 يونيو 1667 8 أبناء              |
| الأميرة آنا صوفي ناخبة ساكسونيا              | 1 سبتمبر 1647 - 1 يوليو 1717   | أبناء الملك فريديريك الثالث وصوفي أمالي من براونشفايغ-لونبورغ | تزوجت من يوهان غيورغ الثالث ناخب ساكسونيا 9 أكتوبر 1666 ابنان       |
| الأميرة فريدريكا أمالي                       | 11 أبريل 1649 - 30 أكتوبر 1704 | أبناء الملك فريديريك الثالث وصوفي أمالي من براونشفايغ-لونبورغ | تزوجت من كريستيان ألبرشت دوق هولشتاين-غوتورب 24 أكتوبر 1667 4 أبناء |
| الأميرة فيلهلمين إرنستين ناخبة بالاتينات     | 21 يونيو 1650 - 22 أبريل 1706  | أبناء الملك فريديريك الثالث وصوفي أمالي من براونشفايغ-لونبورغ | تزوجت من كارل الثاني ناخب بالاتينات 20 سبتمبر 1671 ليس لديهم أبناء  |
| الأمير فريديريك                              | 11 أكتوبر 1651 - 14 مارس 1652  | أبناء الملك فريديريك الثالث وصوفي أمالي من براونشفايغ-لونبورغ | توفي صغيراً.                                                         |
| الأمير جورج دوق كمبرلاند                     | 2 أبريل 1653 - 28 أكتوبر 1708  | أبناء الملك فريديريك الثالث وصوفي أمالي من براونشفايغ-لونبورغ | تزوج من آن ملكة بريطانيا العظمى 28 يوليو 1683 17 ابناً.              |
| الأميرة أولريكا إليونورا ملكة السويد القرينة | 11 سبتمبر 1656 - 26 يوليو 1693 | أبناء الملك فريديريك الثالث وصوفي أمالي من براونشفايغ-لونبورغ | تزوجت من كارل الحادي عشر ملك السويد 12 مايو 1698 7 أبناء            |
| الأميرة دوروثيا                              | 16 نوفمبر 1657 - 15 مايو 1658  | أبناء الملك فريديريك الثالث وصوفي أمالي من براونشفايغ-لونبورغ | توفيت صغيرة                                                         |
|                                              |                                |                                                               |                                                                     |

### الجيل الثاني
| الاسم                                         | حياته                           | الوالدين                                                | ملاحظة |
| --------------------------------------------- | ------------------------------- | ------------------------------------------------------- | --- |
| الملك فريديريك الرابع                         | 2 أكتوبر 1671 - 12 أكتوبر 1730  | أبناء الملك كريستيان الخامس وشارلوت أمالي من هسن-كاسل   | تزوج 3 مرات (1) لويز من مكلنبورغ-غوسترو 5 ديسمبر 1695 5 أبناء(2) إليزابيث هيلين فون فيريغ 6 سبتمبر 1703 ابن(3) آن صوفي ريفينتلو 4 أبريل 1721 6 أبناء |
| الأمير كريستيان فيلهلم                        | 1 ديسمبر 1672 - 25 يناير 1673   | أبناء الملك كريستيان الخامس وشارلوت أمالي من هسن-كاسل   | توفي صغيراً |
| الأمير كريستيان                               | 25 مارس 1675 - 27 يونيو 1695    | أبناء الملك كريستيان الخامس وشارلوت أمالي من هسن-كاسل   | كان أحد المرشحين لتاج البولندي. |
| الأميرة صوفيا هيدفيغ                          | 28 أغسطس 1677 - 13 مارس 1735    | أبناء الملك كريستيان الخامس وشارلوت أمالي من هسن-كاسل   | غير متزوجة. كانت رسامة موهوبة ومهتمة بالموسيقى |
| الأميرة كريستين شارلوت                        | 18 يناير 1679 - 24 أغسطس 1689   | أبناء الملك كريستيان الخامس وشارلوت أمالي من هسن-كاسل   | توفيت صغيرة |
| الأمير كارل                                   | 26 أكتوبر 1680 - 8 يونيو 1729   | أبناء الملك كريستيان الخامس وشارلوت أمالي من هسن-كاسل   | غير متزوج |
| الأميرة ماري أميرة بريطانيا العظمى            | 2 يونيو 1685 - 8 فبراير 1687    | أبناء الأمير جورج دوق كمبرلاند وآن ملكة بريطانيا العظمى | توفيت صغيرة |
| الأميرة آن صوفيا أميرة بريطانيا العظمى        | 12 مايو 1686 - 2 فبراير 1687    | أبناء الأمير جورج دوق كمبرلاند وآن ملكة بريطانيا العظمى | توفيت صغيرة |
| الأمير فيلهلم                                 | 21 فبراير 1687 - 23 نوفمبر 1705 | ابن الملك كريستيان الخامس وشارلوت أمالي من هسن-كاسل     | توفي صغيراً |
| الأمير ويليام أمير بريطانيا العظمى دوق غلوستر | 24 يوليو 1689 - 30 يوليو 1700   | ابن الأمير جورج دوق كمبرلاند وآن ملكة بريطانيا العظمى   | توفي صغيراً |
|                                               |                                 |                                                         | |

### الجيل الثالث
| الاسم                    | حياته                           | الوالدين                                             | ملاحظة                                                           |
| ------------------------ | ------------------------------- | ---------------------------------------------------- | ---------------------------------------------------------------- |
| الأمير كريستيان          | 28 يونيو 1697 - 1 أكتوبر 1698   | أبناء الملك فريديريك الرابع ولويز من مكلنبورغ-غوسترو | وريث العرش توفي صغيراً                                            |
| الملك كريستيان السادس    | 10 ديسمبر 1699 - 6 أغسطس 1746   | أبناء الملك فريديريك الرابع ولويز من مكلنبورغ-غوسترو | تزوج من صوفي ماغدالين من براندنبورغ-كولمباخ 7 أغسطس 1721 3 أبناء |
| الأمير فريديريك كارل     | 23 أكتوبر 1701 - 7 يناير 1702   | أبناء الملك فريديريك الرابع ولويز من مكلنبورغ-غوسترو | توفي صغيراً                                                       |
| الأمير يورغن             | 6 يناير 1703 – 12 مارس 1704     | أبناء الملك فريديريك الرابع ولويز من مكلنبورغ-غوسترو | توفي صغيراً                                                       |
| الأميرة شارلوت أمالي     | 6 أكتوبر 1706 - 28 أكتوبر 1782  | أبناء الملك فريديريك الرابع ولويز من مكلنبورغ-غوسترو | غير متزوجة                                                       |
| الأميرة كريستينا أمالي   | 23 أكتوبر 1723 - 7 يناير 1724   | أبناء الملك فريديريك الرابع وآن صوفي ريفينتلو        | توفيت صغيرة                                                      |
| الأمير فريديريك كريستيان | 1 يونيو 1726 - 15 مايو 1727     | أبناء الملك فريديريك الرابع وآن صوفي ريفينتلو        | توفي صغيراً                                                       |
| الأمير كارل              | 16 فبراير 1728 - 10 ديسمبر 1729 | أبناء الملك فريديريك الرابع وآن صوفي ريفينتلو        | توفي صغيراً                                                       |

### الجيل الرابع
| الاسم                                        | حياته                         | الوالدين                                                         | ملاحظة |
| -------------------------------------------- | ----------------------------- | ---------------------------------------------------------------- | --- |
| الملك فريديريك الخامس                        | 31 مارس 1723 - 14 يناير 1766  | أبناء الملك كريستيان السادس وصوفي ماغدالين من براندنبورغ-كولمباخ | تزوج مرتين: (1) لويز البريطانية 10 نوفمبر 1743 5 أبناء (2) يوليانا ماريا من براونشفايغ-فولفنبوتل 8 يوليو 1752 ابن وحيد |
| الأميرة لويز                                 | 19 يونيو – 20 ديسمبر 1724     | أبناء الملك كريستيان السادس وصوفي ماغدالين من براندنبورغ-كولمباخ | توفيت صغيرة |
| الأميرة لويز دوقة ساكس-هيلدبورغهاوزن القرينة | 19 أكتوبر 1726 - 8 أغسطس 1756 | أبناء الملك كريستيان السادس وصوفي ماغدالين من براندنبورغ-كولمباخ | تزوجت من إرنست فريدرش الثالث دوق ساكس-هيلدبورغهاوزن 1 أكتوبر 1749 ابنة واحدة                                           |

### الجيل الخامس
| الاسم                                       | حياته                          | الوالدين                                                         | ملاحظة                                                                  |
| ------------------------------------------- | ------------------------------ | ---------------------------------------------------------------- | ----------------------------------------------------------------------- |
| الأمير كريستيان                             | 7 يوليو 1745 - 3 يونيو 1747    | أبناء الملك فريديريك الخامس ولويز البريطانية                     | وريث العرش توفي صغيراً                                                   |
| الأميرة صوفيا ماغدالينا ملكة السويد القرينة | 3 يوليو 1746 - 21 أغسطس 1813   | أبناء الملك فريديريك الخامس ولويز البريطانية                     | تزوجت من غوستاف الثالث ملك السويد 1 أكتوبر 1766 ابنان                   |
| الأميرة فيلهلمينا كارولين ناخبة هسن القرينة | 10 يوليو 1747 - 19 يناير 1820  | أبناء الملك فريديريك الخامس ولويز البريطانية                     | تزوجت من فيلهلم الأول ناخب هسن 1 سبتمبر 1764 4 أبناء                    |
| الملك كريستيان السابع                       | 29 يناير 1749 - 13 مارس 1808   | أبناء الملك فريديريك الخامس ولويز البريطانية                     | تزوجت من كارولين ماتيلدا البريطانية 1 أكتوبر 1766 ابن وابنة             |
| الأميرة لويز                                | 30 يناير 1750 - 12 يناير 1831  | أبناء الملك فريديريك الخامس ولويز البريطانية                     | تزوجت من كارل أمير هسن-كاسل 30 أغسطس 1766 6 أبناء                       |
| الأمير فريديريك أمير الدنمارك الوراثي       | 11 أكتوبر 1753 - 7 ديسمبر 1805 | ابن الملك فريديريك الخامس ويوليانا ماريا من براونشفايغ-فولفنبوتل | تزوج من الدوقة صوفيا فريدريكا من مكلنبورغ-شفيرين 21 أكتوبر 1774 7 أبناء |

### الجيل السادس
| الاسم                                                      | حياته                          | الوالدين                                                 | ملاحظة |
| ---------------------------------------------------------- | ------------------------------ | -------------------------------------------------------- | --- |
| الملك فريديريك السادس                                      | 28 يناير 1768 - 3 ديسمبر 1839  | ابنّي الملك كريستيان السابع وكارولين ماتيلدا البريطانية   | تزوج من ماري من هسن-كاسل 31 يوليو 1790 8 أبناء                                                                                      |
| الأميرة لويز أوغوستا                                       | 7 يوليو 1771 - 13 يناير 1843   | ابنّي الملك كريستيان السابع وكارولين ماتيلدا البريطانية   | تزوجت من فريديريك كريستيان الثاني دوق شليسفيغ-هولشتاين-سوندربورغ-أوغوستنبورغ 27 مايو 1786 3 أبناء                                   |
| الأميرة يوليانا ماريا                                      | 2 مايو - 28 أكتوبر 1784        | أبناء الأمير فريديريك وصوفيا فريدريكا من مكلنبورغ-شفيرين | توفيت صغيرة |
| الملك كريستيان الثامن وأيضا: كريستيان فريديريك ملك النرويج | 18 سبتمبر 1786 - 20 يناير 1848 | أبناء الأمير فريديريك وصوفيا فريدريكا من مكلنبورغ-شفيرين | تزوج مرتين: (1) شارلوت فريدريكا من مكلنبورغ-شفيرين 21 يونيو 1806 ابنان (2) كارولين آمالي من أوغستنبورغ 22 مايو 1815 ليس لديهم أبناء |
| الأميرة يوليان صوفي                                        | 18 فبراير 1788 - 9 مايو 1850   | أبناء الأمير فريديريك وصوفيا فريدريكا من مكلنبورغ-شفيرين | تزوجت من الأمير فيلهلم من هسن-فيليبستال-بارتشفيلد 22 أغسطس 1812 ليس لديهم أبناء                                                     |
| الأميرة لويز شارلوت                                        | 30 أكتوبر 1789 - 28 مارس 1864  | أبناء الأمير فريديريك وصوفيا فريدريكا من مكلنبورغ-شفيرين | تزوجت من فيلهلم أمير هسن-كاسل 10 نوفمبر 1810 6 أبناء بما في ذلك لويز ملكة الدنمارك القرينة                                          |
| الأمير فرديناند الوراثي أمير الدنمارك الوراثي              | 22 نوفمبر 1792 - 29 يونيو 1863 | أبناء الأمير فريديريك وصوفيا فريدريكا من مكلنبورغ-شفيرين | تزوج من الأميرة كارولين 1 أغسطس 1829 ليس لديهم أبناء                                                                                |
|                                                            |                                |                                                          | |

### الجيل السابع
| الاسم                 | الحياة                          | الوالدين                                                      | ملاحظة | ملاحظة |
| --------------------- | ------------------------------- | ------------------------------------------------------------- | --- | --- |
| الأمير كريستيان       | 22 سبتمبر – 23 سبتمبر 1791      | أبناء الملك فريديريك السادس وماري من هسن-كاسل                 | وريث العرش توفي صغيراً                                                                                               | وريث العرش توفي صغيراً |
| الأميرة ماري لويز     | 19 نوفمبر 1792 – 12 أكتوبر 1793 | أبناء الملك فريديريك السادس وماري من هسن-كاسل                 | توفيت صغيرة | توفيت صغيرة |
| الأميرة كارولين       | 28 أكتوبر 1793 - 31 مارس 1881   | أبناء الملك فريديريك السادس وماري من هسن-كاسل                 | تزوجت من الأمير فرديناند 1 أغسطس 1829 ليس لديهم أبناء                                                               | تزوجت من الأمير فرديناند 1 أغسطس 1829 ليس لديهم أبناء                                                                           |
| الأمير لويز           | 21 أغسطس – 7 ديسمبر 1795        | أبناء الملك فريديريك السادس وماري من هسن-كاسل                 | توفيت صغيرة | توفيت صغيرة |
| الأمير كريستيان       | 1 سبتمبر – 5 سبتمبر 1797        | أبناء الملك فريديريك السادس وماري من هسن-كاسل                 | وريث العرش توفي صغيراً                                                                                               | وريث العرش توفي صغيراً |
| الأميرة يوليانا لويز  | 12 فبراير - 23 فبراير 1802      | أبناء الملك فريديريك السادس وماري من هسن-كاسل                 | توفيت صغيرة | توفيت صغيرة |
| الأميرة فريدريكه ماري | 3 يونيو – 14 يوليو 1805         | أبناء الملك فريديريك السادس وماري من هسن-كاسل                 | توفيت صغيرة | توفيت صغيرة |
| الأميرة فيلهلمين ماري | 18 يناير 1808 - 30 مايو 1891    | أبناء الملك فريديريك السادس وماري من هسن-كاسل                 | تزوجا 1 نوفمبر 1828- تطلقوا.1837 ليس لديهم أبناء                                                                    | (2) كارل دوق غلوكسبورغ 19 مايو 1838 ليس لديهم أبناء                                                                             |
| الملك فريديريك السابع | 6 أكتوبر 1808 - 15 نوفمبر 1863  | ابن الملك كريستيان الثامن وشارلوت فريدريكا من مكلنبورغ-شفيرين | تزوجا 1 نوفمبر 1828- تطلقوا.1837 ليس لديهم أبناء                                                                    | (2) كارولين ماريان من مكلنبورغ-ستريليتس 10 يونيو 1841 - تطلق.1846 ليس لديهم أبناء (3) لويز راسموسن 8 أغسطس 1850 ليس لديهم أبناء |
| الملك كريستيان التاسع | 8 أبريل 1818 - 29 يناير 1906    | ابن فريدرش فيلهلم دوق غلوكسبورغ ولويز كارولين من هسن-كاسل     | تزوج من لويز من هسن-كاسل 26 مايو 1842 6 أبناء منذ 31 يوليو 1852 أصبح الثاني على سلم الخلافة الدنماركية وأصبح أميراً. | تزوج من لويز من هسن-كاسل 26 مايو 1842 6 أبناء منذ 31 يوليو 1852 أصبح الثاني على سلم الخلافة الدنماركية وأصبح أميراً.             |
|                       |                                 |                                                               | | |

## أسرة غلوكسبورغ

### الجيل الثامن
مع وفاة الملك فريديريك السابع في 1863 انقرض الفرع الأكبر من السلالة الذي كان يحكم الدنمارك منذ 1448، الملك الجديد كريستيان التاسع ينتسب هو الآخر إلى الفرع الصغير من سلالة أولدنبورغ من خط الذكوري، إلا أنه من خلال والدته هو حفيد فريديريك الخامس من الجيل الثاني، في حين تعتبر زوجته لويز من هسن-كاسل ابنة عمة الملك فريديريك السابع، تنتسب العديد من حكام البلدان الأوروبية إلى هذا الفرع من خط الذكوري منها اليونان سابقاً والآن النرويجي والبريطاني.
- تنازل أمراء بريطانيا والنرويج عن مكانتهم أميرية في الدنمارك، في حين أبقى أمراء اليونان على هذه المكانة بجوار أمراء الدنمارك.

| الاسم                                                   | حياته                           | الوالدين                                      | ملاحظة |
| ------------------------------------------------------- | ------------------------------- | --------------------------------------------- | --- |
| الملك فريديريك الثامن                                   | 3 يونيو 1843 - 14 مايو 1912     | أبناء الملك كريستيان التاسع ولويز من هسن-كاسل | تزوج من لويز السويدية 28 يوليو 1869 8 أبناء منذ 31 يوليو 1853 حمل لقب الأمير.                                                         |
| الأميرة ألكسندرا ملكة بريطانيا القرينة وإمبراطورة الهند | 1 ديسمبر 1844 - 20 نوفمبر 1925  | أبناء الملك كريستيان التاسع ولويز من هسن-كاسل | تزوجت من إدوارد السابع ملك المملكة المتحدة 10 مارس 1863 6 أبناء بما في ذلك الملك جورج الخامس منذ 31 يوليو 1853 حملت لقب الأميرة.      |
| جورجيوس الأول ملك اليونان الأمير فيلهلم                 | 24 ديسمبر 1845 - 18 مارس 1913   | أبناء الملك كريستيان التاسع ولويز من هسن-كاسل | تزوج من أولغا الروسية 27 أكتوبر 1867 8 أبناء منذ 31 يوليو 1853 حمل لقب الأمير.                                                        |
| الأميرة داغمار ماريا فيودورفنا إمبراطورة روسيا القرينة  | 26 نوفمبر 1847- 13 أكتوبر 1928  | أبناء الملك كريستيان التاسع ولويز من هسن-كاسل | تزوجت من ألكسندر الثالث إمبراطور روسيا 9 نوفمبر 1866 6 أبناء بما في ذلك الإمبراطور نيكولاي الثاني منذ 31 يوليو 1853 حملت لقب الأميرة. |
| الأميرة ثيرا                                            | 29 سبتمبر 1853 - 26 فبراير 1933 | أبناء الملك كريستيان التاسع ولويز من هسن-كاسل | تزوجت من إرنست أوغسطس ولي عهد هانوفر ودوق كمبرلاند وتافياديل 21 ديسمبر 1878 6 أبناء أميرة منذ الولادة                                 |
| الأمير فالديمار                                         | 27 أكتوبر 1858 - 14 يناير 1939  | أبناء الملك كريستيان التاسع ولويز من هسن-كاسل | تزوج من ماري أميرة أورليان 20 أكتوبر 1885 5 أبناء أمير منذ الولادة                                                                    |
|                                                         |                                 |                                               | |

### الجيل التاسع
| الاسم                                    | حياته                           | الوالدين                                                     | ملاحظة |
| ---------------------------------------- | ------------------------------- | ------------------------------------------------------------ | --- |
| قسطنطينوس الأول ملك اليونان أمير اليونان | 2 أغسطس 1868 - 11 يناير 1923    | أبناء الكبار لملك جورجيوس الأول ملك اليونان وأولغا الروسية   | تزوج من الأميرة صوفيا البروسية 27 أكتوبر 1889 6 أبناء                                                                                             |
| الأمير جورجيوس أمير اليونان              | 24 يونيو 1869 - 25 نوفمبر 1957  | أبناء الكبار لملك جورجيوس الأول ملك اليونان وأولغا الروسية   | تزوج من ماري بونابرت 21 ديسمبر 1907 ابنين |
| الأميرة ألكسندرا أميرة اليونان           | 30 أغسطس 1870 - 24 سبتمبر 1891  | أبناء الكبار لملك جورجيوس الأول ملك اليونان وأولغا الروسية   | تزوجت من الدوق الأكبر بافل ألكسندروفيتش الروسي 17 يونيو 1889 ابن وابنة.                                                                           |
| الملك كريستيان العاشر                    | 26 سبتمبر 1870 - 20 أبريل 1947  | الابن البكر لملك فريديريك الثامن ولويز السويدية              | تزوج من ألكسندرين زو مكلنبورغ-شفيرين 26 أبريل 1898 ابنان                                                                                          |
| الأمير نيكولاوس أمير اليونان             | 22 يناير 1872 - 8 فبراير 1938   | الابن الثالث لملك جورجيوس الأول ملك اليونان وأولغا الروسية   | تزوج من الدوقة الكبرى إيلينا فلاديميروفنا الروسية 29 أغسطس 1902 3 بنات                                                                            |
| الأمير كارل هوكون السابع ملك النرويج     | 3 أغسطس 1872 - 21 سبتمبر 1957   | أبناء الوسطانيين لملك فريديريك الثامن ولويز السويدية         | تزوج من مود البريطانية 22 يوليو 1896 ابن واحد تخلى عن ألقابه مع اعتلائه العرش النرويجي في 1905.                                                   |
| الأميرة لويز                             | 17 فبراير 1875 - 4 أبريل 1906   | أبناء الوسطانيين لملك فريديريك الثامن ولويز السويدية         | تزوجت من الأمير فريدرش من شاومبورغ-ليبه 5 مايو 1896 3 أبناء                                                                                       |
| الأميرة ماريا أميرة اليونان              | 3 مارس 1876 - 14 ديسمبر 1940    | الابنة الثانية لملك جورجيوس الأول ملك اليونان وأولغا الروسية | تزوجت مرتين: (1) الدوق الأكبر جيورجي ميخائيلوفيتش الروسي 30 أبريل عام 1900 ابنتان (2) الأدميرال بيريكليس يوانيديس 16 ديسمبر 1922 ليس لديهم أبناء. |
| الأمير هارالد                            | 8 أكتوبر 1876 - 30 مارس 1949    | أبناء الوسطانيين لملك فريديريك الثامن ولويز السويدية         | تزوج من الأميرة هيلينا أديلايد من غلوكسبورغ 28 أبريل 1909 5 أبناء                                                                                 |
| الأميرة إنغبورغ                          | 2 أغسطس 1878 - 12 مارس 1958     | أبناء الوسطانيين لملك فريديريك الثامن ولويز السويدية         | تزوجت من كارل السويدي دوق فستريوتلاند 27 أغسطس 1897 4 أبناء                                                                                       |
| الأميرة ثيرا                             | 14 مارس 1880 - 2 نوفمبر 1945    | أبناء الوسطانيين لملك فريديريك الثامن ولويز السويدية         | غير متزوجة |
| الأميرة أولغا أميرة اليونان              | 7 أبريل - 2 نوفمبر 1880         | أبناء الصغار لملك جورجيوس الأول ملك اليونان وأولغا الروسية   | توفيت بعد 7 أشهر من ولادتها. |
| الأمير أندرياس أمير اليونان              | 2 فبراير 1882- 3 ديسمبر 1944    | أبناء الصغار لملك جورجيوس الأول ملك اليونان وأولغا الروسية   | تزوج من أليس أميرة باتنبرغ 6 أكتوبر 1903 5 أبناء                                                                                                  |
| الأمير غوستاف                            | 4 مارس 1887 - 5 أكتوبر 1944     | الابن الأصغر لملك فريديريك الثامن ولويز السويدية             | غير متزوج |
| آجي كونت روزنبورغ                        | 10 يونيو 1887 - 19 فبراير 1940  | الابن البكر لأمير فالديمار وماري أميرة أورليان               | تزوج من ماتيلد كالفي 1 فبراير 1914 ابن وحيد تخلى عن خلافة العرش، وفقد أيضا لقب أمير الدنمارك.                                                     |
| الأمير كريستوفروس أمير اليونان           | 10 أغسطس 1888 - 21 يناير 1940   | الابن الأصغر لملك جورجيوس الأول ملك اليونان وأولغا الروسية   | تزوج مرتين: (1) نانسي ستيوارت ورثينغتون ليدز 1 يناير 1920 ليس لديهم أبناء (2) فرانسواز أميرة أورليان 11 فبراير 1929 ابن واحد                      |
| الأمير أكسل                              | 12 أغسطس 1888 - 14 يوليو 1964   | الابن الثاني لأمير فالديمار وماري أميرة أورليان              | تزوج من مارغريتا السويدية 22 مايو 1919 ابنان |
| الأميرة داغمار                           | 23 مايو 1890 - 11 أكتوبر 1961   | الابنة الصغرى لملك فريديريك الثامن ولويز السويدية            | تزوجت من يورغن كاستنسكيولد 23 نوفمبر 1923 5 أبناء                                                                                                 |
| إريك كونت روزنبورغ                       | 8 نوفمبر 1890 - 10 سبتمبر 1950  | أبناء الأمير فالديمار وماري أميرة أورليان                    | تزوج من لويز بوث 11 فبراير 1924 ابنة وابن تخلى عن خلافة العرش، وفقد أيضا لقب أمير الدنمارك.                                                       |
| فيجو كونت روزنبورغ                       | 25 ديسمبر 1893 - 4 يناير 1970   | أبناء الأمير فالديمار وماري أميرة أورليان                    | تزوج من إليانور مارغريت غرين ليس لديهم أبناء تخلى عن خلافة العرش، وفقد أيضا لقب أمير الدنمارك.                                                    |
| الأميرة مارغريت                          | 17 سبتمبر 1895 - 18 سبتمبر 1992 | أبناء الأمير فالديمار وماري أميرة أورليان                    | تزوجت من الأمير رينيه من بوربون بارما 9 يونيو 1921 4 أبناء بما في ذلك الأميرة آن قرينة ميخائيل ملك رومانيا.                                       |

### الجيل العاشر
| الاسم                                             | حياته                           | الوالدين                                                  | ملاحظة |
| ------------------------------------------------- | ------------------------------- | --------------------------------------------------------- | --- |
| جورجيوس الثاني ملك اليونان أمير اليونان           | 19 يوليو 1890 -1 أبريل 1947     | الابن البكر لقسطنطينوس الأول ملك اليونان وصوفيا البروسية  | تزوج من إليزابيث الرومانية 27 فبراير 1921 - تطلق. 6 يوليو 1935 ليس لديهم أبناء |
| ألكسندروس ملك اليونان أمير اليونان                | 1 أغسطس 1893 - 25 أكتوبر 1920   | الابن الثاني لقسطنطينوس الأول ملك اليونان وصوفيا البروسية | تزوج من أسبازيا مانوس 17 نوفمبر 1917 ابنة واحدة |
| الأميرة ايليني أميرة اليونان ملكة الأم في رومانيا | 2 مايو 1896 - 28 نوفمبر 1982    | ابنة الكبرى لقسطنطينوس الأول ملك اليونان وصوفيا البروسية  | تزوجت من كارول ولي عهد رومانيا 10 مارس 1921- تطلقت. 21 يونيو 1928 ابن واحد |
| الملك فريديريك التاسع                             | 11 مارس 1899 - 14 يناير 1972    | ابنّي الملك كريستيان العاشر وألكسندرين زو مكلنبورغ-شفيرين  | تزوج من إنغريد السويدية 24 مايو 1935 3 بنات |
| الأمير كنود أمير الدنمارك الوراثي                 | 27 يوليو 1900 - 14 يونيو 1976   | ابنّي الملك كريستيان العاشر وألكسندرين زو مكلنبورغ-شفيرين  | تزوجا 8 سبتمبر 1933 ابنة وابنان |
| الأميرة كارولين ماتيلد                            | 27 أبريل 1912 - 12 ديسمبر 1995  | الابنة الثانية لأمير هارالد وهيلينا أديلايد من غلوكسبورغ  | تزوجا 8 سبتمبر 1933 ابنة وابنان |
| بافلوس ملك اليونان أمير اليونان                   | 14 ديسمبر 1901 - 6 مارس 1964    | الابن الثالث لقسطنطينوس الأول ملك اليونان وصوفيا البروسية | تزوج من فريدريكا الهانوفرية 9 يناير 1938 3 أبناء |
| الأميرة أولغا أميرة اليونان                       | 11 يونيو 1903 – 16 أكتوبر 1997  | ابنة الكبرى لأمير نيكولاس وإيلينا الروسية                 | تزوجت من الأمير بافلي وصي عرش يوغوسلافيا 22 أكتوبر 1923 3 أبناء |
| الأمير ألكسندر لاحقاً.أولاف الخامس ملك النرويج     | 2 يوليو 1903 - 17 يناير 1991    | ابن الوحيد لأمير كارل ومود البريطانية                     | تزوج من مارتا السويدية 21 مارس 1929 ابنتان وابن منذ 1905 تخلى والده عن ألقابه الدنماركية.                                                                                                  |
| الأميرة إيريني أميرة اليونان دوقة أوستا           | 13 فبراير 1904 – 15 أبريل 1974  | ابنة الثانية لقسطنطينوس الأول ملك اليونان وصوفيا البروسية | تزوجت من الأمير أيموني دوق أوستا 1 يوليو 1939 ابن واحد |
| الأميرة إليزافيث أميرة اليونان                    | 24 مايو 1904 – 11 يناير 1955    | ابنة الثانية لأمير نيكولاس وإيلينا الروسية                | تزوجت كارل تيودور كونت تورينغ-جتنباخ 10 يناير 1934 ابن وابنة |
| الأميرة مارغريتا أميرة اليونان                    | 18 أبريل 1905 – 24 أبريل 1981   | ابنة الكبرى لأمير أندرياس وأليس من باتنبرغ                | تزوجت من غوتفريد أمير هوهنلوه-لانغنبورغ الثامن 20 أبريل 1931 6 أبناء |
| الأميرة ثيودورا أميرة اليونان                     | 30 مايو 1906 – 16 أكتوبر 1969   | ابنة الثانية لأمير أندرياس وأليس من باتنبرغ               | تزوجت برتولد مرغريف بادن 17 أغسطس 1931 3 أبناء |
| الأميرة مارينا أميرة اليونان دوقة كنت             | 13 ديسمبر 1906 - 27 أغسطس 1968  | ابنة الثالثة لأمير نيكولاس وإيلينا الروسية                | تزوجت من الأمير جورج دوق كنت 29 نوفمبر 1934 3 أبناء |
| الأمير بيتروس أمير اليونان                        | 3 ديسمبر 1908 – 15 أكتوبر 1980  | الابن الوحيد لأمير جورجيوس وماري بونابرت                  | تزوج زواجاً مرغنطي من إيرينا ألكسندروفنا أوفتشينيكوفا سبتمبر 1939 ليس لديهم أبناء |
| الأميرة إيفينيا أميرة اليونان                     | 10 فبراير 1910 – 13 فبراير 1989 | الابنة الوحيدة لأمير جورجيوس وماري بونابرت                | تزوجت مرتين: (1) تزوج من دومينيك راينر رادجيفي 30 مايو 1938- تطلقت. 1946 ابنين (2) رايموندو دوق كاستل دوينو الثاني 28 نوفمبر 1949 - تطلقت. 1965 ابن واحد                                   |
| الأميرة فيودورا أميرة اليونان                     | 3 يوليو 1910 - 17 مارس 1975     | الابنة الكبرى لأمير هارالد وهيلينا أديلايد من غلوكسبورغ   | تزوجت من كريستيان من شاومبورغ ليبه 9 سبتمبر 1937 4 أبناء |
| الأميرة سيسيلي أميرة اليونان                      | 22 يونيو 1911 – 16 نوفمبر 1937  | ابنة الثالثة لأمير أندرياس وأليس من باتنبرغ               | تزوجت من غيورغ دوناتوس دوق هسن والراين الأكبر الوراثي 2 فبراير 1931 4 أبناء |
| الأميرة كاثرين أميرة اليونان                      | 4 مايو 1913 – 2 أكتوبر 2007     | ابنة الثالثة لقسطنطينوس الأول ملك اليونان وصوفيا البروسية | تزوجت من ريتشارد برنادرام 21 أبريل 1947 ابن واحد |
| الأميرة صوفيا أميرة اليونان                       | 26 يونيو 1914 – 24 نوفمبر 2001  | ابنة الرابعة لأمير أندرياس وأليس من باتنبرغ               | تزوج مرتين: (1) تزوجت من كريستوف أمير هسن 15 ديسمبر 1930 5 أبناء (2) غيورغ فيلهلم أمير هانوفر 23 أبريل 1946 3 أبناء                                                                        |
| الأميرة ألكسندرين لويز                            | 12 ديسمبر 1914 - 26 أبريل 1962  | ابنّي الأمير هارالد وهيلينا أديلايد من غلوكسبورغ           | تزوجت من الكونت لويتبولد من كاستيل-كاستيل 22 يناير 1937 3 أبناء |
| الأمير غورم                                       | 24 فبراير 1919 - 26 ديسمبر 1991 | ابنّي الأمير هارالد وهيلينا أديلايد من غلوكسبورغ           | غير متزوج |
| الأمير غيورغ                                      | 16 أبريل 1920 - 29 سبتمبر 1986  | الابن البكر لأمير آكسل ومارغريتا السويدية                 | تزوج من آن من باوز-ليون 16 سبتمبر 1950 ليس لديهم أبناء |
| فيليب أمير اليونان قرين ملكة بريطانيا دوق إدنبرة  | 10 يونيو 1921 - 9 أبريل 2021    | الابن الوحيد لأمير أندرياس وأليس من باتنبرغ               | تزوج من إليزابيث الثانية ملكة المملكة المتحدة 20 نوفمبر 1947 4 أبناء بما في ذلك تشارلز الثالث ملك المملكة المتحدة منذ مارس 1947 توقف عن استخدام ألقاب الملكية، وتبنى اسم والدته ماونتباتن. |
| فليمنغ كونت روزنبورغ                              | 9 مارس 1922 - 19 يونيو 2002     | الابن الثاني لأمير آكسل ومارغريتا السويدية                | تزوج من أليس روث نيلسن 24 مايو 1949 4 أبناء تخلى عن خلافة العرش، وفقد أيضا لقب أمير الدنمارك.                                                                                              |
| أولوف كونت روزنبورغ                               | 10 مارس 1923 - 19 ديسمبر 1990   | الابن الأصغر لأمير هارالد وهيلينا أديلايد من غلوكسبورغ    | تزوج مرتين: (1) آني هيلين دوريت بوجارد مولر 4 فبراير 1984 ابن وابنة (2) ليز وولف يورجنسن 1983 - تطلق.1983 ليس لديهم أبناء تخلى عن خلافة العرش، وفقد أيضا لقب أمير الدنمارك.                |
| ميخايل أمير اليونان                               | 7 يناير 1939 - 1 أغسطس 2024     | الابن الوحيد لأمير كويستوفر وفرانسواز من أورليان          | تزوج زواجاً مرغنطي من مارينا كاريلا 7 فبراير 1965 ابنتين |

### الجيل الحادي عشر
| الاسم                                                   | حياته                          | الوالدين                                                | ملاحظة |
| ------------------------------------------------------- | ------------------------------ | ------------------------------------------------------- | --- |
| الأميرة ألكسندرا أميرة اليونان ملكة يوغوسلافيا القرينة  | 25 مارس 1921 – 30 يناير 1993   | الابنة الوحيدة لألكسندروس وأسبازيا مانوس                | تزوجت من بيتار الثاني ملك يوغوسلافيا 20 مارس 1944 ابن واحد                                                                                             |
| هنريك دو لابورد دو مونبيزات القرين الملكي أمير الدنمارك | 11 يونيو 1934 - 13 فبراير 2018 | ابن أندريه دو لابورد دو مونبيزات ورينيه دورسينوت        | تزوجا في 10 يونيو 1967 ابنان |
| الملكة مارغريت الثانية                                  | 16 أبريل 1940                  | الابنة الكبرى لملك فريديريك التاسع وإنغريد السويدية     | تزوجا في 10 يونيو 1967 ابنان |
| الأميرة إليزابيث                                        | 8 مايو 1935 - 19 يونيو 2018    | ابنة الأمير كنود والأميرة كارولين                       | غير متزوجة |
| الأميرة صوفيا أميرة اليونان ملكة إسبانيا القرينة        | 2 نوفمبر 1938                  | ابنة الأولى لبافلوس ملك اليونان وفريدريكا الهانوفرية    | تزوجت من خوان كارلوس ملك إسبانيا 14 مايو 1962 3 أبناء بما في ذلك فيليبي السادس ملك إسبانيا.                                                            |
| إنغولف كونت روزنبورغ                                    | 17 فبراير 1940                 | ابن الأكبر لأمير كنود والأميرة كارولين                  | تزوج مرتين: (1) إنجي تيرني 13 يناير 1968 ليس لديهم أبناء (2) سوسي هورهاي 7 مارس 1998 ليس لديهم أبناء تخلى عن خلافة العرش، وفقد أيضا لقب أمير الدنمارك. |
| قسطنطينوس الثاني ملك اليونان أمير اليونان               | 2 يونيو 1940 – 10 يناير 2023   | الابن الوحيد لبافلوس ملك اليونان وفريدريكا الهانوفرية   | تزوجا في 18 سبتمبر 1964 5 أبناء |
| الأميرة آن ماري                                         | 30 أغسطس 1946                  | الابنة الصغرى لملك فريديريك التاسع وإنغريد السويدية     | تزوجا في 18 سبتمبر 1964 5 أبناء |
| الأميرة إيرين أميرة اليونان                             | 11 مايو 1942                   | الابنة الثانية لبافلوس ملك اليونان وفريدريكا الهانوفرية | مقيمة في إسبانيا |
| كريستيان كونت روزنبورغ                                  | 22 أكتوبر 1942 - 21 مايو 2013  | ابن الأصغر لأمير كنود والأميرة كارولين                  | تزوج من آن دورتي مالتوفت-نيلسن 27 فبراير 1971 3 بنات تخلى عن خلافة العرش، وفقد أيضا لقب أمير الدنمارك.                                                 |
| الأميرة بينديكت                                         | 29 أبريل 1944                  | الابنة الثانية لملك فريديريك التاسع وإنغريد السويدية    | تزوجت من ريتشارد أمير ساين-فيتغنشتاين-برلبورغ 3 فبراير 1968 3 أبناء                                                                                    |

### الجيل الثاني عشر
| الاسم                               | حياته         | الوالدين                                                     | ملاحظة |
| ----------------------------------- | ------------- | ------------------------------------------------------------ | --- |
| الأميرة أليكسيا أميرة اليونان       | 10 يوليو 1965 | ابنّي الكبار لقسطنطينوس الثاني ملك اليونان والأميرة آن ماري   | تزوجت من كارلوس موراليس كوينتانا 9 يوليو 1999 4 أبناء                                                                                     |
| الأمير بافلوس أمير اليونان          | 20 مايو 1967  | ابنّي الكبار لقسطنطينوس الثاني ملك اليونان والأميرة آن ماري   | تزوج من ماري شانتال ميلر 1 يوليو 1995 5 أبناء                                                                                             |
| الملك فريديريك العاشر كونت مونبيزات | 26 مايو 1968  | ابنّي الملكة مارغريت الثانية والأمير هنريك                    | تزوج من ماري دونالدسون 14 مايو 2004 4 أبناء                                                                                               |
| الأمير يواكيم كونت مونبيزات         | 7 يونيو 1969  | ابنّي الملكة مارغريت الثانية والأمير هنريك                    | تزوج مرتين: (1) ألكسندرا مانلي 18 نوفمبر 1995 - تطلق. 8 أبريل 2005 ابنين (2) ماري كافالييه 24 مايو 2008 ابن وابنة                         |
| الأمير نيكولاوس أمير اليونان        | 1 أكتوبر 1969 | أبناء الأخرون لقسطنطينوس الثاني ملك اليونان والأميرة آن ماري | تزوج مرتين: (1) تاتيانا بلاتنيك 25 أغسطس 2010 - تطلق. 19 أبريل 2024 ليس لديهم أبناء (2) كريسي فاردينوجيانيس 7 فبراير 2025 ليس لديهم أبناء |
| الأميرة ثيودورا أميرة اليونان       | 9 يونيو 1983  | أبناء الأخرون لقسطنطينوس الثاني ملك اليونان والأميرة آن ماري | ممثلة بريطانية تزوجت من ماثيو جيريمياه كومار 28 سبتمبر 2024 ليس لديهم أبناء                                                               |
| الأمير فيليبوس أمير اليونان         | 26 أبريل 1986 | أبناء الأخرون لقسطنطينوس الثاني ملك اليونان والأميرة آن ماري | تزوج من نينا فلور 12 ديسمبر 2020 ليس لديهم أبناء                                                                                          |

### الجيل الثالث عشر
| الاسم                                           | حياته          | الوالدين                                            | ملاحظة                                                |
| ----------------------------------------------- | -------------- | --------------------------------------------------- | ----------------------------------------------------- |
| الأميرة ماريا أولمبيا أميرة اليونان             | 25 يوليو 1996  | ابنّي الكبار لأمير بافلوس وماري شانتال ميلر          | عارضة أزياء أمريكية                                   |
| الأمير قسطنطين ألكسيوس أمير اليونان             | 29 أكتوبر 1998 | ابنّي الكبار لأمير بافلوس وماري شانتال ميلر          |                                                       |
| نيكولاي كونت مونبيزات                           | 28 أغسطس 1999  | ابن البكر لأمير يواكيم وزوجته الأولى ألكسندرا مانلي | عارض أزياء منذ سبتمبر 2022 تم سحب منه مكانته الأميرية |
| الأمير أخيلياس أندرياس أمير اليونان             | 12 أغسطس 2000  | الابن الثاني لأمير بافلوس وماري شانتال ميلر         | ممثل                                                  |
| فيليكس كونت مونبيزات                            | 22 يوليو 2002  | الابن الثاني لأمير يواكيم وألكسندرا مانلي           | عارض أزياء منذ سبتمبر 2022 تم سحب منه مكانته الأميرية |
| الأمير أوديسياس كيمون أمير اليونان              | 17 سبتمبر 2004 | الابن الثالث لأمير بافلوس وماري شانتال ميلر         |                                                       |
| الأمير كريستيان وريث الواضح للعرش كونت مونبيزات | 15 أكتوبر 2005 | ابنّي الكبار لملك فريديريك العاشر وماري دونالدسون    |                                                       |
| الأميرة إيزابيلا كونتيسة مونبيزات               | 21 أبريل 2007  | ابنّي الكبار لملك فريديريك العاشر وماري دونالدسون    |                                                       |
| الأمير أريستيديس ستافروس أمير اليونان           | 29 يونيو 2008  | الابن الرابع لأمير بافلوس وماري شانتال ميلر         |                                                       |
| هنريك كونت مونبيزات                             | 4 مايو 2009    | ابن الأمير يواكيم وزوجته الثانية ماري كافالييه      | منذ سبتمبر 2022 تم سحب منه مكانته الأميرية            |
| الأمير فنسنت كونت مونبيزات                      | 8 يناير 2011   | ابنّي التوأم لملك فريديريك العاشر وماري دونالدسون    |                                                       |
| الأميرة جوزفين كونتيسة مونبيزات                 | 8 يناير 2011   | ابنّي التوأم لملك فريديريك العاشر وماري دونالدسون    |                                                       |
| أثينا كونتيسة مونبيزات                          | 24 يناير 2012  | ابنة الأمير يواكيم وماري كافالييه                   | منذ سبتمبر 2022 تم سحب منها مكانتها الأميرية          |

## أميرات الدنمارك من خلال الزواج
أميرات الدنمارك من خلال الزواج منذ تأسيس النظام الملكية الوراثية على يد الملك فريديريك الثالث في عام 1648، عادةً ما يُطلق على الأفراد الذين يحملون لقب الأميرة لقب "صاحبة السمو الملكي" أو اختصاراً " صاحبة السمو ".
على الرغم من أن إليزابيث الثانية ملكة المملكة المتحدة من استيفائها لمعظم المتطلبات إلا أن لا يتم تصنيفها كأميرة اليونان والدنمارك من خلال الزواج، باعتبار زوجها الأمير فيليب تخلى عن ألقابه اليونانية والدنماركية معاً قبل زواجهما، كان الأمير يفقد ألقابه الأميرية بعد زواجها من امرأة من عامة الشعب، بحيث أصبح عرفاً سائداً مع العديد من أجيال أسرة غلوكسبورغ قبل إلغاؤه في منتصف القرن الماضي.
| الصورة | الاسم                                        | الميلاد | الوفاة | الزواج      | الزوج                                |
|        | لاندغرافين شارلوته آمالي من هسن-كاسل         | 1650    | 1714   | 1667        | كريستيان ولي العهد (كريستيان الخامس) |
|        | آن ملكة بريطانيا العظمى                      | 1665    | 1714   | 1683        | الأمير جورج                          |
|        | الدوقة لويز من مكلنبورغ-غوسترو               | 1667    | 1721   | 1695        | فريديريك ولي العهد (فريديريك الرابع) |
|        | مرغرافين صوفي ماغدالين من براندنبورغ-كولمباخ | 1700    | 1770   | 1721        | كريستيان ولي العهد (كريستيان السادس) |
|        | الأميرة لويز البريطانية                      | 1724    | 1751   | 1743        | فريديريك ولي العهد (فريديريك الخامس) |
|        | الدوقة فريدريكا صوفيا من مكلنبورغ-شفيرين     | 1758    | 1794   | 1774        | فريديريك أمير الوراثي                |
|        | لاندغرافين ماري من هسن-كاسل                  | 1767    | 1852   | 1790        | فريديريك ولي العهد (فريديريك السادس) |
|        | الدوقة شارلوت فريدريكا من مكلنبورغ-شفيرين    | 1784    | 1840   | 1806        | الأمير كريستيان (كريستيان الثامن)    |
|        | الأميرة كارولين آمالي من أوغستنبورغ          | 1796    | 1881   | 1815        | الأمير كريستيان (كريستيان الثامن)    |
|        | الأميرة كارولين                              | 1793    | 1881   | 1829        | فرديناند أمير الوراثي                |
|        | الأميرة فيلهلمين ماري                        | 1808    | 1891   | 1828 - 1837 | الأمير فريديريك (فريديريك السابع)    |
|        | الدوقة كارولين ماريان من مكلنبورغ-شفيرين     | 1821    | 1876   | 1841 - 1846 | الأمير فريديريك (فريديريك السابع)    |
|        | لويزا أميرة السويد والنرويج                  | 1851    | 1926   | 1869        | فريديريك ولي العهد (فريديريك الثامن) |
|        | الدوقة الكبرى أولغا كونستاتينوفنا الروسية    | 1851    | 1926   | 1867        | جورجيوس الأول ملك اليونان            |
|        | ماري أميرة أورليان                           | 1865    | 1909   | 1885        | الأمير فالديمار                      |
|        | الدوقة ألكسندرين من مكلنبورغ-شفيرين          | 1879    | 1952   | 1898        | كريستيان ولي العهد (كريستيان العاشر) |
|        | مود أميرة ويلز                               | 1869    | 1938   | 1896        | الأمير كارل                          |
|        | هيلانة أديلايد أميرة غلوكسبورغ               | 1888    | 1962   | 1909        | الأميرة هارالد                       |
|        | الأميرة صوفيا البروسية                       | 1870    | 1932   | 1889        | قسطنطين ولي عهد اليونان              |
|        | الأميرة ماري بونابرت                         | 1882    | 1962   | 1907        | الأمير جورج                          |
|        | الدوقة الكبرى إيلينا فلاديميروفنا الروسية    | 1882    | 1957   | 1902        | الأمير نيكولاوس                      |
|        | أليس أميرة باتنبرغ                           | 1885    | 1969   | 1903        | الأمير أندرياس                       |
|        | نانسي ليدز                                   | 1878    | 1923   | 1920        | الأمير كريستوفر                      |
|        | فرانسواز أميرة أورليان                       | 1902    | 1953   | 1929        | الأمير كريستوفر                      |
|        | مارغريتا أميرة السويد                        | 1899    | 1977   | 1919        | الأمير أكسل                          |
|        | إنغريد أميرة السويد                          | 1910    | 2000   | 1935        | فريديريك ولي العهد (فريديريك التاسع) |
|        | الأميرة كارولين ماتيلد                       | 1912    | 1995   | 1933        | كنود أمير الوراثي                    |
|        | إليزابيث أميرة رومانيا                       | 1894    | 1956   | 1921 - 1935 | جورجيوس ولي عهد اليونان              |
|        | أسبازيا مانوس                                | 1896    | 1972   | 1919        | ألكسندروس ملك اليونان                |
|        | فريدريكا أميرة هانوفر                        | 1917    | 1981   | 1938        | بافلوس ولي عهد اليونان               |
|        | آن باوز ليون                                 | 1917    | 1980   | 1950        | الأمير غيورغ                         |
|        | الأميرة آن ماري                              | 1946    |        | 1964        | قسطنطين الثاني ملك اليونان           |
|        | ماري دونالدسون                               | 1972    |        | 2004        | فريديريك ولي العهد (فريديريك العاشر) |
|        | ألكسندرا مانلي                               | 1964    |        | 1995 - 2005 | الأمير يواكيم                        |
|        | ماري كافالييه                                | 1976    |        | 2008        | الأمير يواكيم                        |
|        | ماري-شانتال ميلر                             | 1968    |        | 1995        | بافلوس ولي عهد اليونان               |
|        | تاتيانا بلاتنيك                              | 1980    |        | 2010 - 2024 | الأمير نيكولاوس                      |
|        | نينا فلور                                    | 1987    |        | 2020        | الأمير فيليبوس                       |